# 埃布罗 (佛罗里达州)
埃布罗（英語：Ebro），是美国佛罗里达州下属的一座城镇。建立于1967年。面积约 为8.3平方公里（约合3.1平方英里）。根据2010年美国人口普查，该市有人口270人。论人口在本州排行第 389。